# Penny stock
Penny stock (též cent stock) je označení pro akcie veřejně obchodovaných společností, jejichž cena je nižší než 1 USD. Obecně se však za penny stock považují akcie s nízkou cenou, která nemusí nutně být pod 1 USD, mohou to být akcie do 5 nebo i 10 dolarů. Společnosti, které mají takto nízké ceny akcií, většinou mají zároveň i nízkou tržní kapitalizaci a jedná se tedy o malé společnosti. Takovéto společnosti jsou často obchodovány mimo hlavní burzy na tzv. OTC trzích (over-the-counter markets), kde ke komunikaci s makléřem (zprostředkovatelem akcií) dochází pouze telefonicky nebo prostřednictvím počítačových sítí. Tyto akcie většinou bývají velice volatilní, pojí se s nimi zvýšené investiční riziko a bývají předmětem manipulace skrze tzn. "pump and dump" manipulaci (viz níže). Potenciál, které však nabízejí, je na rozdíl od blue chips, obrovský a zhodnocení 100 %, 200 % nebo i 1000 % během jednoho roku a někdy pouze během pár měsíců či dokonce i dnů, zde není neobvyklým jevem, s čímž se u blue chips nesetkáváme. Známý a velice úspěšný americký trader, jménem Timothy Sykes, obchodováním penny stock, během let 1999-2002, přeměnil částku $12 415 na $1,65 milionu (což je zhodnocení více než 13 000 %).[zdroj⁠?!]

## Penny Stocks & Blue Chips
Tyto dvě skupiny akcií jsou velice rozdílné. Penny stocks jsou akcie těch nejmenších společností, širokou veřejností většinou neznámé. Jsou vysoce volatilní, s vyšším rizikem ztráty, mnohdy se denně zobchoduje pouze několik tisíc jejich akcií, často jsou nováčky na trhu a většinou nevyplácí dividendy. Entrée Gold, Lake Shore Gold, Lone Pine Resources - názvy uvedených společností (penny stocks) jste zřejmě v životě neslyšeli. Oproti tomu jsou Blue chips akcie obrovských světově známých společností, které jsou stabilní, s nižším rizikem ztráty, denně se zobchoduje mnoho milionů akcií, na trhu jsou již řadu let a většinou pravidelně vyplácí dividendy. Jedná se o společnosti jako je Apple, Microsoft, Goldman Sachs, Dell atd. Důležitý rozdíl, který však je pro investory rozhodující, je potenciální výnos. Jak již bylo řečeno, ten se u penny stocks mnohdy pohybuje i ve stovkách procent během několika dnů, což je pro společnost jakou je například Apple naprosto nemožné. Mnoho investorů a traderů po celém světě si vybudovalo menší jmění investováním do penny stocks. Ve Spojených státech amerických je obchodování penny stocks, mezi drobnými investory, velice oblíbené a rozšířené. Existuje řada internetových diskuzí a internetových stránek, které se zabývají touto problematikou, avšak naprostá většina z nich je v anglickém jazyce.

## Pump and Dump
Pump and Dump je jedna z nejrozšířenějších manipulačních technik, která se používá u penny stocks. Jedná se o poměrně jednoduchou techniku, která spočívá v nalákání investorů na "zaručený" zisk investicí do určené akcie. Propagátor této akcie, již předem sám investoval a nyní se snaží nalákat další investory, kteří by vytlačili cenu jeho akcií vzhůru. Jakmile cena akcie vzroste, propagátor své akcie prodá mnohdy s několikanásobným zhodnocením. Nejčastější způsob jak nalákat další investory, je skrze tzv. newsletter - hromadné rozesílání mailů, každému kdo má zájem, další možnost je publikovaní článků na různých internetových stránkách, diskuzích a v konečné řadě telefonování potenciálním investorům. Tato manipulační technika však funguje většinou pouze u akcií, které mají velmi nízké objemy obchodů. Jedná se o nelegální techniku.